# Stromliefervertrag
Stromliefervertrag ist ein Überbegriff für Verträge zur Bereitstellung und Abnahme von elektrischer Energie. Grundsätzlich lassen sich diese zwischen Kraftwerksbetreibern, Netzbetreibern, Stromhändlern, Versorgungsunternehmen und Endkunden als Vertragsparteien in allen Kombinationen schließen. Der Vertrag regelt die bereitzustellende Vertragsleistung sowie das dafür zu erbringende Entgelt (Strompreis), das sich aus bis zu neun unterschiedlichen Entgelten, Umlagen und Steuern zusammensetzt. Es ist zwischen individuell ausgehandelten Verträgen und Standardverträgen (Formularverträgen) zu unterscheiden.

## Vertragstypen (Beispiele)
- Power Purchase Agreement (PPA)[2][3][4]
- Differenzkontrakt, bzw. Contract for Difference (CFD)[5]
- Anschlussnutzungsvertrag
- Netzanschlussvertrag
- Lieferantenrahmenvertrag

## Preismodelle
- Merit-Order